# Coelotrypes punctilabris
Coelotrypes punctilabris är en tvåvingeart som först beskrevs av Mario Bezzi 1928.  Coelotrypes punctilabris ingår i släktet Coelotrypes och familjen borrflugor. Inga underarter finns listade i Catalogue of Life.